# Leocádio Gomes Franklin
Leocádio Gomes Franklin foi o primeiro e único barão de Val Formoso. Exerceu a função de comissário do café no Rio de Janeiro.

## Títulos nobiliárquicos e honrarias
Barão de Val Formoso
Título conferido por decreto de D. Pedro II do Brasil.